# Okręgowy Związek Piłki Nożnej w Ostrołęce
Okręgowy Związek Piłki Nożnej w Ostrołęce – okręgowy związek sportowy, działający na terenie województwa ostrołęckiego, posiadający osobowość prawną, będący jedynym prawnym reprezentantem okręgowej piłki nożnej w województwie ostrołęckim. Został założony w 1976 roku, rozwiązany de facto w 2000 roku, kiedy to powstał Ciechanowsko-Ostrołęcki OZPN, przekształcony na mocy Uchwały Zarządu PZPN Nr IV/62 z 24 kwietnia 2019 roku od sezonu 2019/2020 w delegaturę Mazowieckiego ZPN.

## Rozgrywki OZPN Ostrołęka
W ramach ostrołęckiego OZPN, rozgrywki ligowe toczyły się w sezonach 1976/77-1999/2000. Najwyższą klasą rozgrywkową przez pierwsze dwa sezony była łomżyńsko-ostrołęcka klasa A (mistrz grał w barażach o III ligę, niżej klasa B. W sezonach 1978/79-1988/89 była prowadzona wspólna liga okręgowa (1978/79 i 1979/80 - klasa A) województw łomżyńskiego, ostrołęckiego i ciechanowskiego, a w sezonach 1989/90-1995/96 - międzyokręgowa liga seniorów (woj. warszawskie, ostrołęckie i ciechanowskie). Ich zwycięzcy uzyskiwali bezpośredni awans do III ligi. Od sezonu 1996/97 najwyższą ligą w okręgu była ostrołęcka klasa okręgowa - mistrz awansował do IV ligi makroregionalnej. Mistrzem Okręgu zostawał ten klub, który w klasie okręgowej (Ł/O, Ł/O/C, potem MLS) zajął najwyższe miejsce ze wszystkich klubów z OZPN Ostrołęka, a od sezonu 1996/97 mistrz klasy okręgowej. W rozgrywkach OZPN Ostrołęka brało udział 14-16 zespołów.

## Struktura rozgrywek ligowych
| Sezony              | IV poziom ligowy       | V poziom ligowy | VI poziom ligowy |
| ------------------- | ---------------------- | --------------- | ---------------- |
| 1976/1977-1977/1978 | klasa A (Ł/O)          | klasa B         |                  |
| 1978/1979-1979/1980 | Klasa A (Ł/O/C)        | klasa B         |                  |
| 1979/1980-1984/1985 | Klasa okręgowa (Ł/O/C) | klasa A         |                  |
| 1985/1986           | Klasa okręgowa (Ł/O/C) | klasa A (Ł/O)   | klasa B          |
| 1986/1987-1988/1989 | Klasa okręgowa (Ł/O/C) | klasa A         |                  |
| 1989/1990           | MLS (W/O/C)            | klasa A         |                  |
| 1990/1991           | MLS (W/O/C)            | klasa A (Ł/O)   | klasa B          |
| 1991/1992-1995/1996 | MLS (W/O/C)            | klasa okręgowa  |                  |
| 1996/1997-1999/2000 |                        | klasa okręgowa  |                  |

### Mistrzostwa okręgu
| Sezon     | Najwyższa liga (ilość drużyn) | Mistrz województwa | Mistrz okręgu               |
| --------- | ----------------------------- | ------------------ | --------------------------- |
| 1976/1977 | klasa A (Ł/O) (12)            | Narew Ostrołęka    | ZWAR Przasnysz              |
| 1977/1978 | klasa A (Ł/O) (12)            | Narew Ostrołęka    | ZWAR Przasnysz              |
| 1978/1979 | klasa A (Ł/O/C) (14)          | Narew Ostrołęka    | ZWAR Przasnysz              |
| 1979/1980 | klasa A (Ł/O/C) (14)          | ZWAR Przasnysz     | Narew Ostrołęka             |
| 1980/1981 | klasa okręgowa (Ł/O/C) (14)   | Narew Ostrołęka    | Narew Ostrołęka             |
| 1981/1982 | klasa okręgowa (Ł/O/C) (12)   | Narew Ostrołęka    | ZWAR Przasnysz              |
| 1982/1983 | klasa okręgowa (Ł/O/C) (12)   | MZKS Przasnysz     | Bug Wyszków                 |
| 1983/1984 | klasa okręgowa (Ł/O/C) (14)   | Bug Wyszków        | Narew Ostrołęka             |
| 1984/1985 | klasa okręgowa (Ł/O/C) (14)   | Bug Wyszków        | Narew Ostrołęka             |
| 1985/1986 | klasa okręgowa (Ł/O/C) (14)   | Narew Ostrołęka    | Bug Wyszków                 |
| 1986/1987 | klasa okręgowa (Ł/O/C) (14)   | Bug Wyszków        | Ostrovia Ostrów Mazowiecka  |
| 1987/1988 | klasa okręgowa (Ł/O/C) (14)   | Bug Wyszków        | MKS Przasnysz               |
| 1988/1989 | klasa okręgowa (Ł/O/C) (14)   | Bug Wyszków        | Narew Ostrołęka             |
| 1989/1990 | MLS (W/O/C) (16)              | Bug Wyszków        | Narew Ostrołęka             |
| 1990/1991 | MLS (W/O/C) (16)              | Bug Wyszków        | Bug II Wyszków              |
| 1991/1992 | MLS (W/O/C) (16)              | Bug Wyszków        | Makowianka Maków Mazowiecki |
| 1992/1993 | MLS (W/O/C) (16)              | Bug Wyszków        | Makowianka Maków Mazowiecki |
| 1993/1994 | MLS (W/O/C) (16)              | Bug Wyszków        | Makowianka Maków Mazowiecki |
| 1994/1995 | MLS (W/O/C) (16)              | Bug Wyszków        | Makowianka Maków Mazowiecki |
| 1995/1996 | MLS (W/O/C) (16)              | Bug Wyszków        | Narew Ostrołęka             |
| 1996/1997 | klasa okręgowa (?)            | Bug Wyszków        | Makowianka Maków Mazowiecki |
| 1997/1998 | klasa okręgowa (?)            | Bug Wyszków        | KS Brańszczyk               |
| 1998/1999 | klasa okręgowa (11)           | Narew Ostrołęka    | MKS Przasnysz               |
| 1999/2000 | klasa okręgowa (10)           | Narew Ostrołęka    | Ostrovia Ostrów Mazowiecka  |

### Mistrzowie klasy B/klasy A/klasy okręgowej
| Sezon     | Mistrz klasy A/klasy okręgowej |
| --------- | ------------------------------ |
| 1976/1977 | Ostrovia Ostrów Mazowiecka     |
| 1977/1978 | Mazowsze Jednorożec            |
| 1978/1979 | SKR Różan                      |
| 1979/1980 | Makowianka Maków Mazowiecki    |
| 1980/1981 | Narew II Ostrołęka             |
| 1981/1982 | Orzyc Chorzele                 |
| 1982/1983 | Mazowsze Jednorożec            |
| 1983/1984 | Orz Goworowo                   |
| 1984/1985 | Olimpia Prostyń                |
| 1985/1986 | Bug II Wyszków                 |
| 1986/1987 | Izolacja Małkinia              |
| 1987/1988 | Narew II Ostrołęka *           |
| 1988/1989 | Orzyc Chorzele (?)             |
| 1989/1990 | Makowianka Maków Mazowiecki    |
| 1990/1991 | Orzyc Chorzele                 |
| 1991/1992 | Ostrovia Ostrów Mazowiecka     |
| 1992/1993 | MKS Małkinia                   |
| 1993/1994 | Bug II Wyszków                 |
| 1994/1995 | MKS Przasnysz                  |
| 1995/1996 | Ostrovia Ostrów Mazowiecka     |
| 1996/1997 | Makowianka Maków Mazowiecki    |
| 1997/1998 | KS Brańszczyk                  |
| 1998/1999 | MKS Przasnysz                  |
| 1999/2000 | Ostrovia Ostrów Mazowiecka     |

* W sezonie 1987/88 ligę wygrały rezerwy Narwi Ostrołęka, lecz z powodu spadku pierwszej drużyny, nie mogły awansować. Awans wywalczył drugi w lidze Orz Goworowo.

### Puchar OZPN Ostrołęka
- 1977 – ?
- 1978 – ZWAR Przasnysz
- 1979 – Narew Ostrołęka
- 1980 – ZWAR Przasnysz
- 1981 – Narew Ostrołęka
- 1982 – Bug Wyszków
- 1983 – Narew Ostrołęka
- 1984 – Bug Wyszków
- 1985 – Ostrovia Ostrów Mazowiecka
- 1986 – Narew Ostrołęka
- 1987 – Bug II Wyszków
- 1988 - Narew Ostrołęka
- 1989 - MZKS Przasnysz
- 1990 – Bug Wyszków
- 1991 – Bug Wyszków
- 1992 – Bug Wyszków
- 1993 – Bug Wyszków
- 1994 – Bug II Wyszków
- 1995 – Bug Wyszków
- 1996 – MKS Przasnysz
- 1997 – Bug Wyszków
- 1998 – Ostrovia Ostrów Mazowiecka
- 1999 – Narew Ostrołęka
- 2000 – Narew Ostrołęka

Zdobywca pucharu OZPN Ostrołęka uzyskiwał awans w następnym sezonie do Pucharu Polski.